# Incidente de Halhamiao
El Incidente de Halhamiao (哈爾哈廟事件 Haruhabyō-jiken?) fue uno de los primeros incidentes fronterizos en el contexto de las Guerras Fronterizas Soviético-japonesas.

## Incidente
El incidente comenzó cuando el 8 de enero de 1935 un escuadrón de caballería del Ejército Popular de Mongolia entró en territorio manchú y llegó hasta un Templo budista situado junto al Lago Buir, en la frontera entre Mongolia y recientemente instaurado Imperio de Manchukuo. El 14 de enero una patrulla del Ejército Imperial de Manchukuo fue enviada a la zona para investigar lo sucedido, entablándose un tiroteo cuando ambos grupos se encontraron. Como consecuencia del enfrentamiento hubo varias bajas, entre las que se encontraban 6 heridos manchúes y un asesor militar japonés que había sido abatido mortalmente.
Los mongoles rechazaron retirarse, dado que consideraban estar en territorio perteneciente a Mongolia. Tras obtener permiso del Ejército de Kwantung, una unidad mixta japonesa de caballería y unidades motorizadas reocupó la zona sin incidentes dado que los mongoles se habían retirado poco antes. Los japoneses permanecieron en la zona durante 3 semanas más hasta que el incidente quedó olvidado.